# Gastrotheca ochoai
Gastrotheca ochoai es una especie de anfibios de la familia Amphignathodontidae. Es endémica del Perú.
Su hábitat natural se centra en montanos tropicales o subtropicales secos. Está amenazada de extinción por la pérdida de dicho hábitat natural.